# Francisca Aronsson
Francisca Anette Aronsson Grande (Gotemburgo, Suecia; 12 de junio de 2006), también conocida como la Pecas, es una actriz e influencer peruana-sueca. Desde temprana edad, ha participado en diferentes producciones televisivas, cinematográficas y teatrales, principalmente en Perú. Su popularidad se catapultó por su papel protagónico como Margarita en la película Margarita: Ese dulce caos (2016) y su secuela Margarita 2 y la banda de los hermanos mayores (2018).
Su debut en series de televisión fue con el papel menor de Natalia en Mi amor, el wachimán (2014). Posteriormente, consiguió reconocimiento por sus roles recurrentes como «Danielita» Reyes en la serie peruana Al fondo hay sitio (2015-2016) y como Cinthia Castillo en Ven, baila, quinceañera (2016-2018). En el cine, también destacó con roles principales en Ceviche de tiburón (2017), Hotel Paraíso (2019) y Reinas sin corona (2023).
Aronsson también interpretó personajes estelares en televisión, como Vanessa Valdemar en Te volveré a encontrar (2020) y Belén Rizo-Patrón en la adaptación peruana de Pituca sin lucas (2024). En cuanto a series web, consiguió su primer rol como Rita Ramírez en El internado: Las Cumbres (2021) de Prime Video, para después conseguir otros papeles como Sol en Lalola (2024) de Vix y Alisson Hernández en La chica de nieve (2025) de Netflix.

## Primeros años
Nació el 12 de junio de 2006, en la ciudad de Gotemburgo, Suecia. Es hija del sueco Christian Aronsson y la peruana Mirtha Grande, quienes trabajan en proyectos de salud para personas en situaciones de pobreza, así como sobrina del actor sueco Erik Bolin y la actriz estadounidense Christian Serratos. A los dos días de nacida, un fotógrafo se interesó en sus facciones, retratándola para un afiche del Ministerio de Salud y Asuntos Sociales de Suecia. Debido a la actividad profesional de su padre, Francisca creció y vivió en Suecia, España, Argentina, Bolivia, hasta que se estableció en Perú en 2014.

## Carrera
Comenzó su preparación en el espectáculo desde los 7 años, destacando como actriz infantil y siendo rostro de diferentes campañas de marcas importantes. Luego de varios éxitos en obras teatrales, en julio de 2013 tuvo su primera aparición en televisión en el programa peruano Gisela, el gran show, siendo escogida como la participante principal de un segmento donde los concursantes son niños y responden a preguntas de la conductora.
En 2015, hizo su debut en series de televisión, participando en la 3.ª temporada de la serie peruana Mi amor, el wachimán, donde interpretó a Natalia. Posteriormente, obtuvo el papel principal de Lucía en la miniserie Relatos para no dormir y apareció en dos episodios de la telenovela Amor de madre, interpretando la versión infantil de Camila Bermúdez. Sin embargo, su reconocimiento llegó con su participación en la serie Al fondo hay sitio, donde interpretó a Daniela Reyes durante la 7.ª y la 8.ª temporada. Ese mismo año, también fue convocada para la serie Ven, baila, quinceañera, donde consiguió notoriedad por interpretar a Cinthia Castillo hasta 2018.
En 2016, Aronsson destacó por su debut en el cine, asumiendo el papel protagónico de Margarita en la película familiar homónima Margarita, dirigida por Frank Pérez-Garland. Ese año, también consiguió popularidad por interpretar la versión infantil de María Esperanza Navarro en la telenovela Mis tres Marías. En 2017, siguió participando en el cine al actuar en las películas Cebiche de tiburón y El gran criollo. En 2021 ficha por la serie española El internado: Las Cumbres en Amazon Prime Video, donde interpretó al personaje de Rita.

## Otras actividades
En marzo de 2019, incursionó en la música publicando su primer sencillo, «Te gusto». La canción pertenece a los géneros teen pop, synth pop y dance pop y habla sobre los amores y desamores propios de la adolescencia.
En junio de 2021, se lanzó como emprendedora en la industria de la moda, creando la marca de vestidos personalizados La Atelier Vestem.
En 2020, fue nombrada como embajadora de Unicef, abogando por los derechos de niños y adolescentes, además de motivar e inspirar a los jóvenes a perseguir y luchar por sus sueños.
En 2024, Aronsson destacó por colaborar con el streamer peruano CristoRata en sus transmisiones en vivo en Kick, cuyas interacciones han abarcado desde momentos de humor hasta discusiones. Las especulaciones sobre un posible vínculo sentimental fueron ampliamente difundidas en plataformas como TikTok y YouTube, contribuyendo a la viralidad de su contenido.

## Créditos

### Cine
| Título                                         | Año  | Personaje | Notas             | Ref.   |
| ---------------------------------------------- | ---- | --------- | ----------------- | ------ |
| Margarita: Ese dulce caos                      | 2016 | Margarita | Rol protagónico   | [ 15 ] |
| Cebiche de tiburón                             | 2017 | Chinchis  | Rol antagónico    | [ 25 ] |
| El gran criollo                                | 2017 | Lucía     | Rol principal     | [ 26 ] |
| Margarita 2 y la banda de los hermanos mayores | 2018 | Margarita | Rol protagónico   | [ 27 ] |
| Hotel Paraíso                                  | 2019 | Lucía     | Rol principal     | [ 28 ] |
| Yuraq                                          | 2019 | Gabriella | Rol principal     | [ 29 ] |
| Reinas sin corona                              | 2023 | Jimena    | Rol coprotagónico | [ 30 ] |
| Perra vida                                     | 2024 | Javiera   | Rol principal     | [ 31 ] |
| Los patos y las patas                          | 2025 | Romina    | Rol coprotagónico | [ 32 ] |

### Programas de televisión
| Título          | Año       | Rol                               | Difusión           | Ref.          |
| --------------- | --------- | --------------------------------- | ------------------ | ------------- |
| El gran show    | 2013      | Participante de segmento infantil | América Televisión | [ 7 ]         |
| Hazlo en casa   | 2018-2019 | Presentadora                      | TV Perú/Canal IPe  | [ 33 ] [ 34 ] |
| Viajes de papel | 2018-2019 | Presentadora                      | TV Perú/Canal IPe  | [ 33 ] [ 34 ] |

### Series de televisión y web
| Título                              | Año       | Personaje                              | Difusión                | Notas          | Ref.   |
| ----------------------------------- | --------- | -------------------------------------- | ----------------------- | -------------- | ------ |
| Mi amor, el wachimán (temp. 3)      | 2014      | Natalia                                | América Televisión      | Rol secundario |        |
| Relatos para no dormir              | 2015      | Lucía                                  | Panamericana Televisión | Rol principal  | [ 10 ] |
| Amor de madre                       | 2015      | Camila Bérmudez (niña)                 | América Televisión      | Rol secundario | [ 11 ] |
| Al fondo hay sitio (temp. 7 y 8)    | 2015-2016 | Daniela Reyes Alegría                  | América Televisión      | Rol secundario | [ 12 ] |
| Ven, baila, quinceañera             | 2015-2018 | Cinthia del Carmen Castillo Díaz       | América Televisión      | Rol secundario |        |
| Mis tres Marías                     | 2016      | María Esperanza Navarro Sánchez (niña) | América Televisión      | Rol secundario |        |
| Te volveré a encontrar              | 2020      | Vanessa Valdemar Valladares            | América Televisión      | Rol principal  |        |
| El internado: Las Cumbres (temp. 1) | 2021      | Rita Ramírez                           | Prime Video             | Rol secundario |        |
| HIT (temp. 3)                       | 2024      | Abigail, «Abi»                         | La 1                    | Rol secundario |        |
| Lalola                              | 2024      | Soledad, «Sol»                         | Vix                     | Rol principal  | [ 35 ] |
| Pituca sin lucas                    | 2024      | María Belén Rizo-Patrón de la Puente   | Latina Televisión       | Rol principal  |        |
| La chica de nieve (temp. 2)         | 2025      | Allison Hernández                      | Netflix                 | Rol secundario |        |

### Teatro
| Título                                    | Año  | Recinto                   | Ref.   |
| ----------------------------------------- | ---- | ------------------------- | ------ |
| El mundo de los niños                     | –    | –                         | [ 36 ] |
| Coco                                      | 2016 | Teatro Ensamble           | [ 37 ] |
| Papito, piernas largas                    | 2016 | Teatro Canout             | [ 38 ] |
| Las aventuras de Charly y Dolly           | 2017 | Teatro Mocha Graña        | [ 39 ] |
| Billy Eliot, el musical                   | 2018 | Teatro Peruano Japonés    | [ 40 ] |
| Luciana y su sombra                       | 2018 | Centro Cultural El Olivar | [ 33 ] |
| Musicales en concierto                    | 2019 | Teatro Plaza Norte        | [ 41 ] |
| Musicales en concierto: homenaje a Disney | 2020 | Estadio Lawn Tennis       | [ 42 ] |

## Discografía

### Sencillos
- 2019: «Te gusto»
- 2023: «Te creo todo»
- 2024: «Tiempo»
- 2025: «Maldita tensión» (con Poet Rose y Diego Villarán)[43]

## Reconocimientos

### Nominaciones
| Premio                                 | Año  | Categoría  | Resultado | Ref.   |
| -------------------------------------- | ---- | ---------- | --------- | ------ |
| Nickelodeon Kids' Choice Awards México | 2021 | Nuev@ idol | Nominada  | [ 44 ] |

### Listículos
| Listículo                                    | Año  | Publicación | Ref.   |
| -------------------------------------------- | ---- | ----------- | ------ |
| Las 50 mujeres más poderosas de Perú en 2025 | 2025 | Forbes Perú | [ 45 ] |